# Движущаяся группа звёзд
Движущаяся группа звёзд — группа звёзд, дрейфующих в пространстве как единое целое.
В астрономии широко признано, что большинство звёзд рождается в пределах молекулярных облаков, известных как «звёздные ясли». Звёзды, сформированные в пределах такого облака, составляют рассеянное звёздное скопление, содержащее от десятков до тысяч звёзд. Эти скопления распадаются со временем. Звёзды, которые вместе отделяются от ядра скопления, становятся членами звёздной ассоциации. Если остаток скопления затем дрейфует по галактической орбите как нечто целое, то его называют движущейся группой. Движущиеся группы могут быть старыми, такими как движущаяся группа звёзд HR 1614 возрастом в 2 миллиарда лет, или молодыми, такими как движущаяся группа звёзд AB Золотой Рыбы возрастом в 50 миллионов лет.
Астрономы в состоянии определить, являются ли звёзды членами движущейся группы или звёздной ассоциации, так как они имеют один и тот же возраст, металличность и кинематику (радиальную скорость и собственное движение).
Движущиеся группы интенсивно изучались Олином Эггеном в 1960-х годах. Список самых близких молодых движущихся групп был собран Лопес-Сантьяго и др. Самой близкой является движущаяся группа звёзд Большой Медведицы, которая включает большинство звёзд в астеризме Большой Ковш и простирается до Южного Треугольника.

## Список примечательных движущихся групп
- Плеяды
- Движущаяся группа звёзд AB Золотой Рыбы
- Движущаяся группа звёзд Беты Живописца
- Движущаяся группа звёзд Кастора
- Гиады
- IC 2391
- Движущаяся группа звёзд Дзеты Геркулеса